# اندیس منطقه ۷ جیان
منطقه ۷ جیان یک اندیس فلزی است که در حوالی شهر جیان استان فارس قرار دارد و مادهٔ معدنی موجود در آن، مس است.سنگ میزبان این اندیس آهک ، ماسه سنگ ، شیل ، گرانودیوریت است و دیرینگی آن به دوران تریاس - ژوراسیک می‌رسد. در این اندیس، پاراژنز‌های گالن ، رودوکروزیت، آنابرزیت یافت می‌شوند.